# Paolo Pulici
Paolo Pulici (* 27. dubna 1950 Roncello) je bývalý italský fotbalový útočník. S celkovým počtem 172 branek v dresu Turína je nejlepším střelcem tohoto klubu. V roce 2014 byl uveden do síně slávy Turína.
V mládí se hlásil do klubu Interu, jenže jeho nechtěli. A tak se rozhodl hrát do Legnana. Tady odehrál jedno utkání v sezoně 1966/67 ve třetí lize. V následující sezoně jej koupil Turín. V prvních čtyřech sezonách odehrál 79 ligových zápasů, v nichž dal pouze 9 branek
V roce 1972 jej trenér dokonce vyřadil ze sestavy na dobu dvou měsíců, věnovaných zdokonalování individuální techniky s pomocí techniků mládežnického sektoru. To mu pomohlo a dosáhl 17 gólů. Stal se spolu Riverou a Savoldim nejlepší střelcem ligy. Nejlepším střelcem se stal ještě dvakrát (1974/75, 1975/76). S klubem vyhrál v sezoně 1975/76 svůj jediný titul v lize a jednou vyhrál italský pohár (1970/71). Se spoluhráčem Grazianim vytvořil výborné střelecké duo. Od sezony 1979/80 již střelecky uvadal a tak po 15 letech a celkem 436 odehraných utkání ve kterých vstřelil 172 branek odešel v roce 1982 do Udinese. Tady vydržel sezonu a poté přestoupil do Fiorentiny, kde v roce 1985 ukončil kariéru. Celkem v nejvyšší lize odehrál 400 utkání a vstřelil 142 branek.
Za reprezentaci odehrál 19 utkání a vstřelil 5 branek. První zápas odehrál 31. března 1973 proti Lucembursku (5:0). Byl i na dvakrát na MS (1974, 1978), ale neodehrál tady žádné utkání.

## Hráčská statistika
| Sezóna  | Klub       | Liga    | Liga   | Liga | Ligové poháry | Ligové poháry | Ligové poháry | Kontinentální poháry | Kontinentální poháry | Kontinentální poháry | Celkem | Celkem |
| Sezóna  | Klub       | Soutěž  | Zápasy | Góly | Soutěž        | Zápasy        | Góly          | Soutěž               | Zápasy               | Góly                 | Zápasy | Góly   |
| ------- | ---------- | ------- | ------ | ---- | ------------- | ------------- | ------------- | -------------------- | -------------------- | -------------------- | ------ | ------ |
| 1966/67 | Legnano    | Serie C | 1      | 0    | -             | 0             | 0             | -                    | 0                    | 0                    | 1      | 0      |
| 1967/68 | Turín      | Serie A | 0      | 0    | IP            | 0             | 0             | -                    | 0                    | 0                    | 0      | 0      |
| 1968/69 | Turín      | Serie A | 6      | 1    | IP            | 4             | 0             | PVP                  | 0                    | 0                    | 10     | 1      |
| 1969/70 | Turín      | Serie A | 24     | 0    | IP            | 7             | 2             | -                    | 0                    | 0                    | 31     | 2      |
| 1970/71 | Turín      | Serie A | 23     | 3    | IP            | 10            | 5             | Stř.P                | 0                    | 0                    | 33     | 8      |
| 1971/72 | Turín      | Serie A | 26     | 5    | IP            | 1             | 0             | PVP                  | 5                    | 1                    | 32     | 6      |
| 1972/73 | Turín      | Serie A | 29     | 17   | IP            | 4             | 1             | UEFA                 | 2                    | 0                    | 35     | 18     |
| 1973/74 | Turín      | Serie A | 25     | 14   | IP            | 4             | 1             | UEFA                 | 1                    | 0                    | 30     | 15     |
| 1974/75 | Turín      | Serie A | 23     | 18   | IP            | 5             | 4             | UEFA                 | 1                    | 1                    | 29     | 23     |
| 1975/76 | Turín      | Serie A | 30     | 21   | IP            | 4             | 2             | -                    | 0                    | 0                    | 34     | 23     |
| 1976/77 | Turín      | Serie A | 29     | 16   | IP            | 3             | 2             | PMEZ                 | 4                    | 0                    | 36     | 18     |
| 1977/78 | Turín      | Serie A | 28     | 12   | IP            | 5             | 4             | UEFA                 | 6                    | 4                    | 39     | 20     |
| 1978/79 | Turín      | Serie A | 20     | 10   | IP            | 4             | 3             | UEFA                 | 2                    | 0                    | 26     | 13     |
| 1979/80 | Turín      | Serie A | 23     | 3    | IP            | 4             | 0             | UEFA                 | 1                    | 0                    | 28     | 3      |
| 1980/81 | Turín      | Serie A | 22     | 9    | IP            | 7             | 2             | UEFA                 | 4                    | 1                    | 33     | 12     |
| 1981/82 | Turín      | Serie A | 27     | 5    | IP            | 9             | 3             | -                    | 0                    | 0                    | 36     | 8      |
| 1982/83 | Udinese    | Serie A | 26     | 5    | IP            | 5             | 0             | -                    | 0                    | 0                    | 31     | 5      |
| 1983/84 | Fiorentina | Serie A | 20     | 1    | IP            | 7             | 5             | -                    | 0                    | 0                    | 27     | 6      |
| 1984/85 | Fiorentina | Serie A | 20     | 2    | IP            | 8             | 3             | UEFA                 | 3                    | 1                    | 31     | 6      |
| Celkem  | Celkem     | Celkem  | 401    | 142  | -             | 91            | 37            | -                    | 29                   | 8                    | 521    | 187    |

## Hráčské úspěchy

### Klubové
- 1× vítěz italské ligy (1975/76)
- 1× vítěz italského poháru (1970/71)

### Reprezentační
- 2× na MS (1974, 1978)

### Individuální
- 3x nejlepší střelec italské ligy (1972/73, 1974/75, 1975/76)